# Suecia en los Juegos Paralímpicos de Nagano 1998
Suecia estuvo representada en los Juegos Paralímpicos de Nagano 1998 por un total de 24 deportistas, 21 hombres y tres mujeres.

## Medallistas
El equipo paralímpico sueco obtuvo las siguientes medallas:
| Nombre | Deporte            | Evento                        |
| --- | ------------------ | ----------------------------- |
| Oro |                    |                               |
| — |                    |                               |
| Plata |                    |                               |
| Torbjörn Ek | Biatlón            | 7,5 km B2 masculino           |
| Bronce |                    |                               |
| Cecilia Paulson | Esquí alpino       | Descenso LW10-11 femenino     |
| Cecilia Paulson | Esquí alpino       | Supergigante LW10-11 femenino |
| Ronny Persson | Esquí alpino       | Descenso LW10 masculino       |
| Torbjörn Ek | Esquí de fondo     | 5 km B2 masculino             |
| Sten Dumell Jan Edbom Marcus Holm Niklas Ingvarsson Rasmus Isaksson Bengt-Arne Johansson Bengt-Gösta Johansson Rolf Johansson Kenth Jonsson Göran Karlsson Jens Kask Joakim Larsson Leif Norgren Mats Nyman Leif Wahlstedt | Hockey sobre hielo | Torneo masculino              |